# Karin Melis Mey
Karin Mey Melis (ur. 31 maja 1983) – reprezentująca Turcję lekkoatletka z RPA, uprawiająca skok w dal.
W 2008 reprezentowała Turcję (której obywatelstwo posiada od 30 czerwca 2008) podczas igrzysk olimpijskich w Pekinie. 24. lokata w eliminacjach nie dała jej awansu do finału.
W 2009 roku zdobyła brązowy medal na mistrzostwach świata w Berlinie, a także została srebrną medalistką igrzysk śródziemnomorskich w Pescarze. W roku 2010 na eliminacjach zakończyła swój udział w halowych mistrzostwach świata w Dosze.
Kontrola antydopingowa przeprowadzona u Mey Melis podczas mistrzostw Europy w czerwcu 2012 (na których zajęła 5. miejsce) wykazała podwyższony poziom testoreonu, otrzymała ona karę dwuletniej dyskwalifikacji (do 7 sierpnia 2014).

## Rekordy życiowe
- skok w dal – 6,93 (2007 & 2008) rekord RPA
- skok w dal (hala) – 6,85 (2008) rekord RPA

Mey Melis jest także rekordzistką Turcji w skoku w dal na stadionie (6,87 w 2009) oraz w hali (6,66 w 2012).